# Праджелато
Праджелато (італ. Pragelato, п'єм. Pragelà) — муніципалітет в Італії, у регіоні П'ємонт,  метрополійне місто Турин.
Праджелато розташоване на відстані близько 570 км на північний захід від Рима, 60 км на захід від Турина.
Населення — 766 осіб (2014).

## Демографія
Населення за роками:

Станом на 1 січня 2023 року в муніципалітеті офіційно проживав 191 іноземець з 14 країн, серед них 170 громадян країн Євросоюзу та 1 громадянин України.

## Сусідні муніципалітети
- Ексіллес
- Фенестрелле
- Масселло
- Улькс
- Пралі
- Сальбертранд
- Сальца-ді-Пінероло
- Саузе-ді-Чезана
- Саузе-д'Улькс
- Сестрієре
- Уссо